# Mark Dice
Mark Allen Shouldice, född 21 december 1977, känd professionellt som Mark Dice, är en konservativ amerikansk författare, youtubare och konspirationsteoretiker i San Diego, Kalifornien, som menar att organisationer som Bilderberggruppen, Skull and Bones, och Bohemian Grove egentligen är en del av den nya världsordningen som styr mänskliga angelägenheter och den globala politiken, särskilt i USA.

## Karriär
År 2005 skrev Dice The Restistance Manifesto, en bok om Illuminati och den nya världsordningen, och fick snabbt popularitet bland Internets konspirationsgemenskaper.

I maj 2009 publicerade han Illuminati: Facts & Fiction där han diskuterade ett möjligt Illuminati-secret society, och fortsatte att skriva böcker om hemliga sällskap, konspirationer, och statlig övervakning.
År 2010, skickade han en låda med skräp till Glenn Beck på Fox News Channel för vad han ansåg vara en bristande respekt för sanningsrörelsen. På senare tid har Dice producerat en serie av YouTube-videor där han försöker få folk att skriva på satiriska namnlistor, till exempel för upphävandet av Bill of Rights för Obama, och beviljande av immunitet för Obama för de brott som han begått under sin tid vid makten. Hans videor har diskuterats på Fox & Friends och The Washington Times.

## YouTube
Den 23 mars 2014, Lades Dices YouTube-kanal, som på den tiden, hade 55 miljoner visningar, 265 000 prenumeranter, och 3-5 miljoner visningar per månad, ned på grund av "allvarliga brott mot användarvillkoren". YouTube återställde kanalen senare samma dag. I november 2016, hade Dices YouTube-kanal över 700 000 prenumeranter.
Sedan den 12 oktober 2020 har Dice YouTube-kanal samlat närmare 1,7 miljoner prenumeranter och 361 miljoner visningar.

## Böcker
| År   | Titel                                                                            | Utgåva                              | Pris                       |
| ---- | -------------------------------------------------------------------------------- | ----------------------------------- | -------------------------- |
| 2005 | The Resistance Manifesto                                                         | Kindle och pocket                   |                            |
| 2009 | The Illuminati: Facts & Fiction                                                  | Kindle och pocket                   |                            |
| 2010 | The New World Order: Facts & Fiction                                             | Kindle och pocket                   |                            |
| 2011 | Big Brother: The Orwellian Nightmare Come True                                   | Kindle och pocket                   |                            |
| 2012 | Causing Trouble: High School Pranks, College Craziness, and Moving to California | Kindle och pocket                   |                            |
| 2013 | Illuminati in the Music Industry                                                 | Kindle och pocket                   |                            |
| 2014 | Inside The Illuminati: Evidence, Objectives, and Methods of Operation            | Kindle och pocket                   |                            |
| 2015 | The Bilderberg Group: Facts and Fiction The Bohemian Grove: Facts and Fiction    | Kindle och pocket Kindle och pocket |                            |
| 2016 | The Illuminati in Hollywood                                                      | Kindle och pocket                   |                            |
| 2017 | The True Story of Fake News: How Mainstream Media Manipulates Millions           | Kindle och pocket                   | Nr 1 bästsäljare på Amazon |
| 2018 | Liberalism: Find a Cure                                                          | Kindle och pocket                   |                            |
| 2019 | The Liberal Media Industrial Complex                                             | Kindle och pocket                   |                            |
| 2020 | Hollywood Propaganda: How TV, Movies, and Music Shape Our Culture                | Kindle och pocket                   | Nr 1 bästsäljare på Amazon |